# Мандомбе
Мандомбе — африканская письменность типа силлабария, изобретённая в 1978 году Вабеладио Пайи в Мбанза-Нгунгу (город в провинции Нижнее Конго в Демократической Республике Конго). Письменность мандомбе преподаётся в начальной и средней школе в ДРК, Анголе, Конго и в других странах. Её распространением также занимаются последователи проповедника Симона Кимбангу.
Письменность мандомбе используется для языков киконго, лингала, луба и суахили (национальных языков ДРК) и для других языков Центральной и Южной Африки. Существует Академия мандомбе, занимающаяся приспособлением мандомбе к другим африканским языкам.
До сих пор не поступало предложений закодировать мандомбе в стандарт Unicode.

## Гласные
Знак для гласного называется kisimba (мн. ч. bisimba). Если гласный является вершиной слога, используется полный знак; если гласный выступает в составе дифтонга, употребляется диакритический знак. Кроме того, знаки-bisimba имеют числовые значения.
| Латинский алфавит | Мандомбе | Диакритический знак |
| ----------------- | -------- | ------------------- |
| a                 |          |                     |
| e                 |          |                     |
| i                 |          |                     |
| o                 |          |                     |
| u / w             |          |                     |

## Mvualaи семейства знаков
В мандомбе не существует знаков, которые обозначают согласные; вместо них употребляются специальные основные знаки (mvuala za mpamba, или yikamu), которые делятся на четыре группы. Каждый знак имеет четыре разновидности (каждая такая разновидность называется семейством), обозначающих различные звуки.
Семейства mvuala таковы:
- Семейство 1
Знак состоит из простого mvuala и знака для гласной
- Семейство 2
Знак получается путём поворота основного знака на 90°
- Семейство 3
Знак получается путём зеркального отображения основного знака относительно вертикальной оси.
- Семейство 4
Знак получается путём зеркального отображения основного знака относительно горизонтальной оси.

Знаки семейства 5 (полученные поворотом на 180°) на практике неупотребимы.

### Примеры
| Согласные  | Семейство 1 | Семейство 2 поворот | Семейство 3 отражение | Семейство 4 поворот и отражение |
| ---------- | ----------- | ------------------- | --------------------- | ------------------------------- |
| 1-я группа | na          | va                  | sa                    | ta                              |
| 2-я группа | be          | de                  | fe                    | ge                              |
| 3-я группа | ko          | mo                  | lo                    | po                              |
| 4-я группа | wi          | ri                  | zi                    | yi                              |

## Сложные знаки
- Преназализация согласных обозначается с помощью варианта знака  (n), не связанного с основным символом
- Назализация гласного обозначается с помощью специального диакритического знака
- Если знак  помещается между согласным и гласным, он обозначает звук r.

### Примеры сложных знаков
| Явление                                    | Мандомбе | Латинский алфавит |
| ------------------------------------------ | -------- | ----------------- |
| Дифтонг                                    |          | bie               |
| Дифтонг                                    | mwa      |                   |
| Назализация гласного/носовой в конце слога |          | ken               |
| Преназализация                             |          | mbu               |
| r                                          |          | pro               |

## Цифры
| Цифра | Мандомбе |
| ----- | -------- |
| 0     |          |
| 1     |          |
| 2     |          |
| 3     |          |
| 4     |          |
| 5     |          |
| 6     |          |
| 7     |          |
| 8     |          |
| 9     |          |